# Anachronie
Anachronie liegt vor, wenn die Ereignisse einer Geschichte nicht in der Reihenfolge erzählt werden, in der sie sich ereignet haben oder, bei ausgedachten Geschichten, ereignet haben müssten. Viele Geschichten gewinnen gerade durch das Umstellen ihrer Ereignisse ihren Reiz. Ein Beispiel dafür ist der Kriminalroman, der oft dadurch Spannung aufbaut, dass die Details des Verbrechens erst zum Schluss erzählt werden, z. B. als Auflösung durch den Detektiv.
Anachronie wird in der Literatur häufig eingesetzt. Ein extremes Beispiel ist Harold Pinters Drama Betrayal (1978), in dem die Geschichte des Zerfalls einer Liebschaft rückwärts erzählt wird.

## Arten der Anachronie
Es gibt zwei grundsätzliche Möglichkeiten der Anachronie:
- Analepse bzw. Rückwendung: Ein Ereignis, das vor anderen Ereignissen stattfindet, wird nachträglich erzählt (z. B. die Auflösung in vielen Krimis) – wird oft auch Rückblende genannt.
- Prolepse bzw. Vorausdeutung: Ein Ereignis, das nach anderen Ereignissen stattfindet (oder auch stattfinden könnte), wird vorher erzählt

Beide Formen der Anachronie können genauer bestimmt werden nach ihrer Reichweite, d. h. wie weit zeitlich entfernt das anachron erzählte Ereignis von den vorher erzählten Ereignissen ist, und ihrer Dauer, d. h. wie zeitlich umfangreich ist das anachron erzählte Ereignis.
Gérard Genette unterscheidet Ana- und Prolepsen noch danach, ob sie in den Zeitraum der Haupthandlung gehören (interne Ana- bzw. Prolepse), oder außerhalb der Haupthandlung liegen (externe Ana- bzw. Prolepse).

## Beispiele für die verschiedenen Arten der Anachronie
Theoretisch kann jede Geschichte in beliebiger Reihenfolge erzählt werden, je nach beabsichtigter Wirkung. Angenommen, es soll eine Geschichte erzählt werden, die aus folgenden Ereignissen besteht:
1. Eine Frau bereitet sich zu Hause Eierkuchen zu.
2. Eine Freundin ruft sie an, um von ihrem gestrigen Date zu erzählen.
3. Rauchschwaden unterbrechen ihr Gespräch: Die Eierkuchen sind während des Gespräches verbrannt.

Mit diesem Rohmaterial werden nun verschiedene Arten der Anachronie vorgeführt:
Interne Analepse: Sie bekam einen Anruf ihrer Freundin, und vertiefte sich in Gespräch über ihr gestriges Date(2). Darüber vergaß sie sogar, dass sie eben erst begonnen hatte, sich Eierkuchen zu braten(1).  Erst als sie Rauch roch, schreckte sie auf, fand aber nur noch verkohlte Reste ihres Essens(3). (Reihenfolge der Ereignisse: 2 >> 1 >> 3)
Interne Prolepse: Gerade hatte sie begonnen, sich Eierkuchen zu braten(1). Noch wusste sie nicht, dass sie von ihrem Essen nur verkohlte Reste haben würde(3). Ein Anruf ihrer Freundin lenkte sie ab, die sich mit ihr über ihr gestriges Date auslassen wollte(2). (Reihenfolge der Ereignisse: 1 >> 3 >> 2)
Externe Analepse: Gerade hatte sie begonnen, sich Eierkuchen zu braten(1). Da bekam sie einen Anruf ihrer Freundin, die begann, von ihrem gestrigen Date zu erzählen(2). Es war anscheinend ein furchtbar peinlicher Abend gewesen(X). Der Bericht ihrer Freundin führte dazu, dass die Eierkuchen unbeaufsichtigt völlig verbrannten, und sich erst wieder durch Rauchschwaden bemerkbar machten(3). (Reihenfolge der Ereignisse: 1 >> 2 >> X [= vor der Haupthandlung stattfindendes Ereignis] >> 3)
Externe Prolepse: Gerade hatte sie begonnen, sich Eierkuchen zu braten(1). Da bekam sie einen Anruf ihrer Freundin, die begann, von ihrem gestrigen Date zu erzählen(2). Sie begannen sofort ein längeres Gespräch, obwohl sie sich sowieso noch an diesem Abend treffen würden(X). Der Bericht ihrer Freundin führte dazu, dass die Eierkuchen unbeaufsichtigt völlig verbrannten, und sich erst wieder durch Rauchschwaden bemerkbar machten(3). (Reihenfolge der Ereignisse: 1 >> 2 >> X [= nach der Haupthandlung stattfindendes Ereignis] >> 3)